# Porto Inglês
Porto Inglês (dawniej Vila do Maio) – miasto na wyspie Maio, w Republice Zielonego Przylądka. Około 3 tysiące mieszkańców. Port morski, regularne połączenia promowe z Praią. 23 stycznia 1814 r. w pobliżu portu rozegrała się nierozstrzygnięta bitwa morska między statkami napoleońskiej Francji i Zjednoczonego Królestwa.